# Twin Twin
Twin Twin ist eine französische Popband, die ihr Land beim Eurovision Song Contest 2014 im dänischen Kopenhagen vertraten.

## Karriere
Die Gruppe besteht aus den Zwillingen Lorent Idir und François Djemel (daher der Name Twin Twin) sowie Patrick Biyik. Gegründet wurde die Band 2009 in Montreuil östlich von Paris.
2014 gab es in Frankreich zum ersten Mal seit 2007 wieder eine öffentliche Vorauswahl für den Eurovision Song Contest, bei der Twin Twin zusammen mit der Boyband Destan sowie der Sängerin Joanna antraten. Die Songs wurden am 26. Januar im Rahmen der TV-Show Les chansons d’abord öffentlich präsentiert und die Franzosen konnten bis zum 23. Februar per TED abstimmen. Am 2. März wurde Twin Twin in der Sendung als Sieger bekanntgegeben. Beim Wettbewerb im dänischen Kopenhagen belegten sie den letzten Platz mit zwei Punkten.

## Diskografie

### Alben
- 2011: By My Side (EP)
- 2013: Vive la vie

### Singles
- 2011: By My Side
- 2012: Comme toi (feat. Lexicon)
- 2012: Moi même
- 2014: Moustache